# Lollia Paolina
Lollia Paolina (in latino Lollia Paulina o Paullina; ... – 49) è stata una nobildonna romana, terza moglie dell'imperatore Caligola.

## Origini familiari

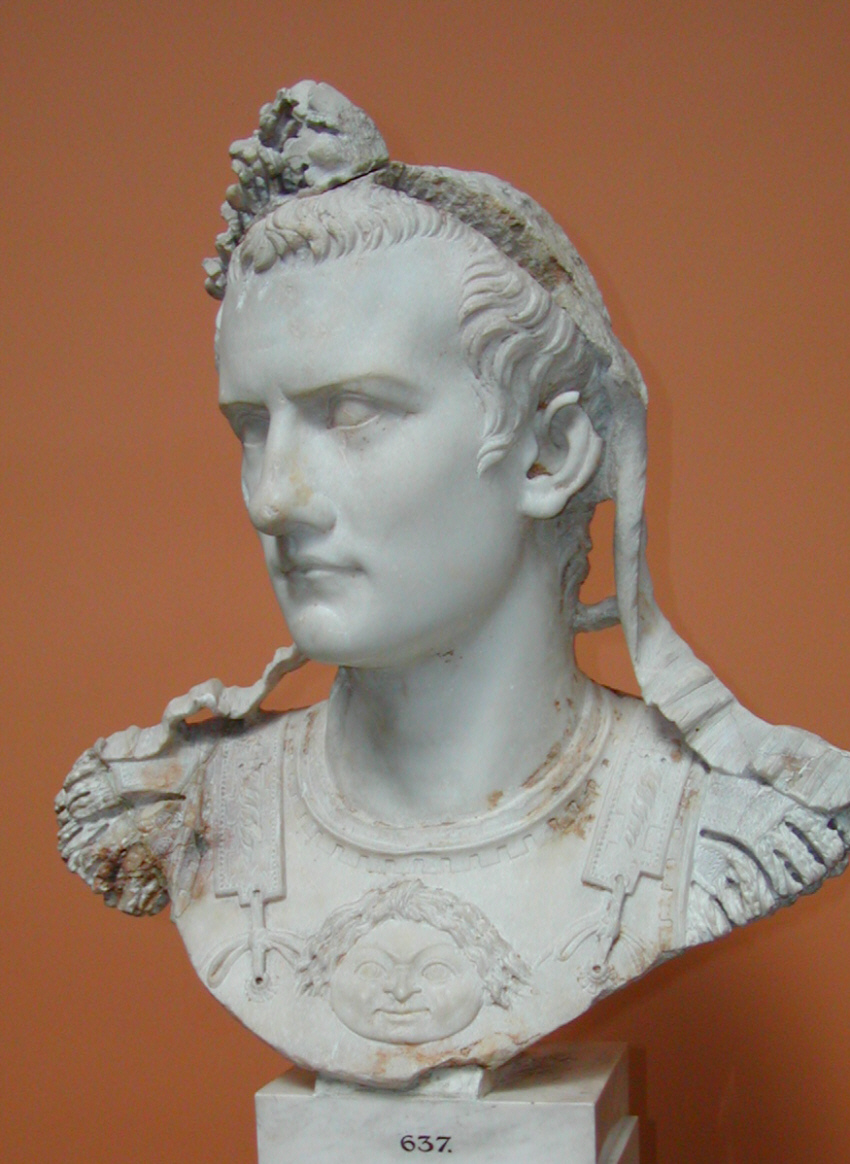
Busto dell'imperatore Caligola, secondo marito di Lollia Paolina (Ny Carlsberg Glyptotek, Copenaghen)

Lollia Paolina era figlia di Marco Lollio, console suffetto nel 13, e di Volusia Saturnina. I nonni paterni erano il ricco Marco Lollio, console nel 21 a.C. e Aurelia Cotta, donna di straordinaria bellezza e sorella adottiva di Marco Aurelio Cotta Massimo Messalino. Da parte materna era invece nipote di Quinto Volusio Saturnino, prefetto nel 50-51, e di Claudia, figlia di Druso Claudio Nerone, sorella di Tiberio Claudio Nerone e quindi zia di Tiberio e Druso maggiore. Paolina aveva inoltre una sorella Lollia Saturnina, che sposò Decimo Valerio Asiatico, console nel 35 e nel 46. Dal nonno paterno ereditò una immensa fortuna, frutto delle spoliazioni fatte nel province governate.

## Biografia
Paolina si sposò in prime nozze con Publio Memmio Regolo, governatore della Mesia, della Macedonia e dell'Acaia. Seguito il marito in Oriente, nel 38 fu costretta al divorzio da Caligola, il quale, avendo sentito della bellezza leggendaria della nonna di Paolina, la richiamò a Roma per farla diventare sua moglie.
Plinio il Vecchio racconta che, da consorte dell'imperatore, Lollia Paolina un giorno si presentò a un banchetto di nozze con perle e smeraldi per quaranta milioni di sesterzi. Il matrimonio durò tuttavia solo un anno e il divorzio ufficialmente avvenne a causa della sua sterilità; Caligola vietò inoltre a Paolina di avere rapporti con altri uomini.
Alla morte dell'imperatrice Messalina, nel 46, Paolina fu tra le tre possibili candidate per diventare moglie dell'imperatore Claudio; Paolina era sostenuta dal liberto Callisto, Agrippina minore da Pallante e Elia Petina da Narciso. Lollia era infatti senza figli e avrebbe amato i discendenti già in vita dell'imperatore senza gelosie; alla fine, però, Claudio sposò Agrippina. Nel 49 Agrippina, gelosa e ostile verso Paolina, riuscì a farla esiliare e a confiscarle tutti i beni, tranne cinque milioni di sesterzi; Agrippina, però, la fece comunque uccidere.